# John Boyd Orr
John Boyd Orr, 1. baron Boyd-Orr CH, DSO, MC, FRS (23. září 1880 Kilmaurs – 25. června 1971 Edzell) byl skotský učitel, lékař, biolog a politik, který v roce 1949 získal Nobelovu cenu za mír za vědecký výzkum na poli výživy a za činnost na pozici ředitele Organizace pro výživu a zemědělství OSN.